# Delbende

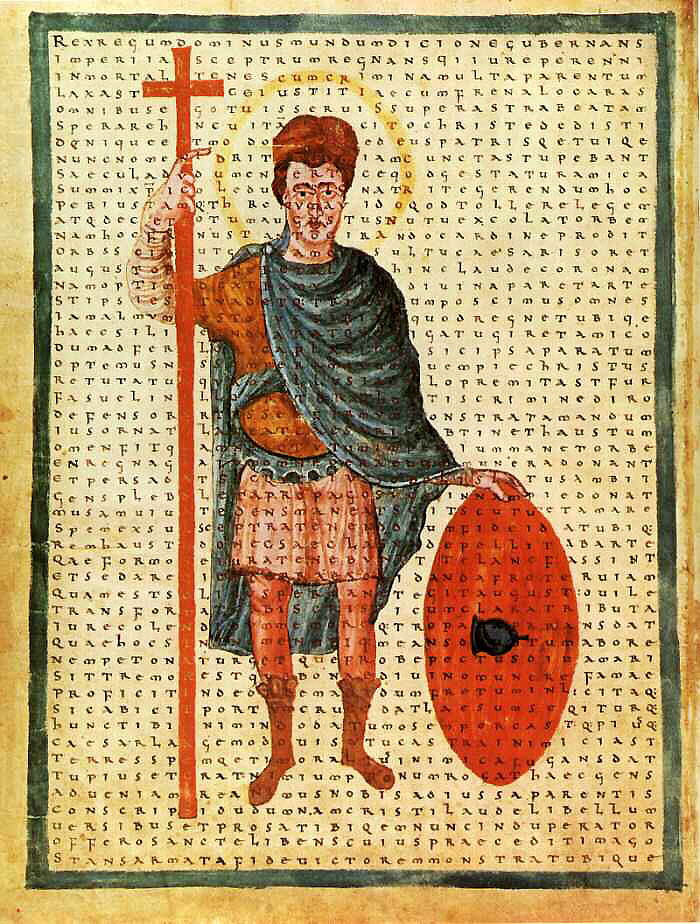
Idealisierte Darstellung Ludwigs I., des Frommen, als „miles Christi“ (Soldat Christi) um 831 in einem Figurengedicht des Rabanus Maurus, einem Exemplar von dessen Buch De laudibus sanctae crucis von 825/26 nachträglich vorgebunden; Rom, Biblioteca Apostolica Vaticana, Codex Vat. Reg. lat. 124, folio 4 verso.

Delbende ist der Name eines Ortes nördlich der Elbe, an dem der fränkische Kaiser Ludwig der Fromme im Jahre 822 eine gleichnamige Burg anlegen ließ.

## Quelle
Ihre einzige Erwähnung findet die Burg Delbende in den Reichsannalen für das Jahr 822:
Unterdessen erbauten die Sachsen auf Befehl des Kaisers eine Burg jenseits der Elbe an einem Ort namens Delbende, nachdem sie von dort die Slawen vertrieben hatten, die ihn zuvor besetzt hatten, und belegten sie mit einer Besatzung aus Sachsen gegen deren Einfälle.

## Geschichtlicher Hintergrund
Nachdem die Abodriten 798 als Verbündete der Franken die Sachsen in der Schlacht auf dem Sventanafeld besiegt hatten, ließ Karl der Große 804 tausende von Sachsen aus ihren Siedlungsgebieten nördlich der Elbe vertreiben und umsiedeln. Teile des sächsischen Siedlungsgebietes überließ er den Abodriten, verbunden mit der Vorstellung, dass diese das Land nördlich der Elbe für die Franken gegen die Dänen behaupten könnten. Diese Hoffnung wurde bereits 808 enttäuscht, als die Dänen unter Göttrick die Abodriten besiegten und tributpflichtig machten. Daraufhin besetzten die Franken Nordalbingien und errichteten 809 die Burg Esesfelth als Grenzburg gegen die Dänen. Nach Osten grenzten die Franken ihr politisches Einflussgebiet gegen die Abodriten durch den Limes Saxoniae ab. Der abodritische Heerführer Drasco hatte durch die Niederlage gegen die Dänen bei seinem Volk an Ansehen und Gefolgschaft verloren. Das Bündnis war deshalb für die Franken nur noch von geringem militärischen Wert. Gleichwohl hielt es noch bis 815. Aber bereits 817 belagerten die Abodriten gemeinsam mit den Dänen erfolglos die Burg Esesfelth und schufen schließlich 819 mit Liubice einen bedeutenden militärischen Stützpunkt, von dem aus die Gebiete südlich der Elbe bedroht wurden. Als Reaktion auf diese Bedrohung wurde 822 die Delbende gegen die Abodriten errichtet.

## Lage
Die genaue Lage der Burg ist bis heute unbekannt. Der Quelle ist zu entnehmen, dass sie sich an einem Ort rechts der Elbe mit dem Namen Delbende befand, von dem die Slawen wieder vertrieben werden mussten. Das könnte sowohl auf das gesamte vor 804 sächsische Gebiet als auch auf eine Lage unmittelbar westlich des Limes Saxoniae hindeuten. Denn bei den erwähnten Slawen wird es sich aufgrund der politischen Ereignisse der Vorjahre sehr wahrscheinlich um die Abodriten handeln. Hinzu kommt, dass die kostspielige Errichtung und Unterhaltung einer Festung mit dauerhafter Besatzung sowie deren Versorgung es nahe liegen lässt, eine solche Burg an einem Ort von militärischer und wirtschaftlicher Bedeutung anzulegen, etwa an einem Fernhandelsweg. In Betracht gezogen werden deshalb Burgwälle am hohen Nordufer der Elbe in Schnakenbek sowie an der Delvenaumündung bei Lauenburg/Elbe. Daneben wurde die Delbende auch in Büchen und wird neuerdings wieder in Gothmann vermutet. Auch Boizenburg ist als Standort erörtert worden. Allerdings liegen bislang für keinen dieser Orte Grabungsfunde aus dem 9. Jahrhundert vor:

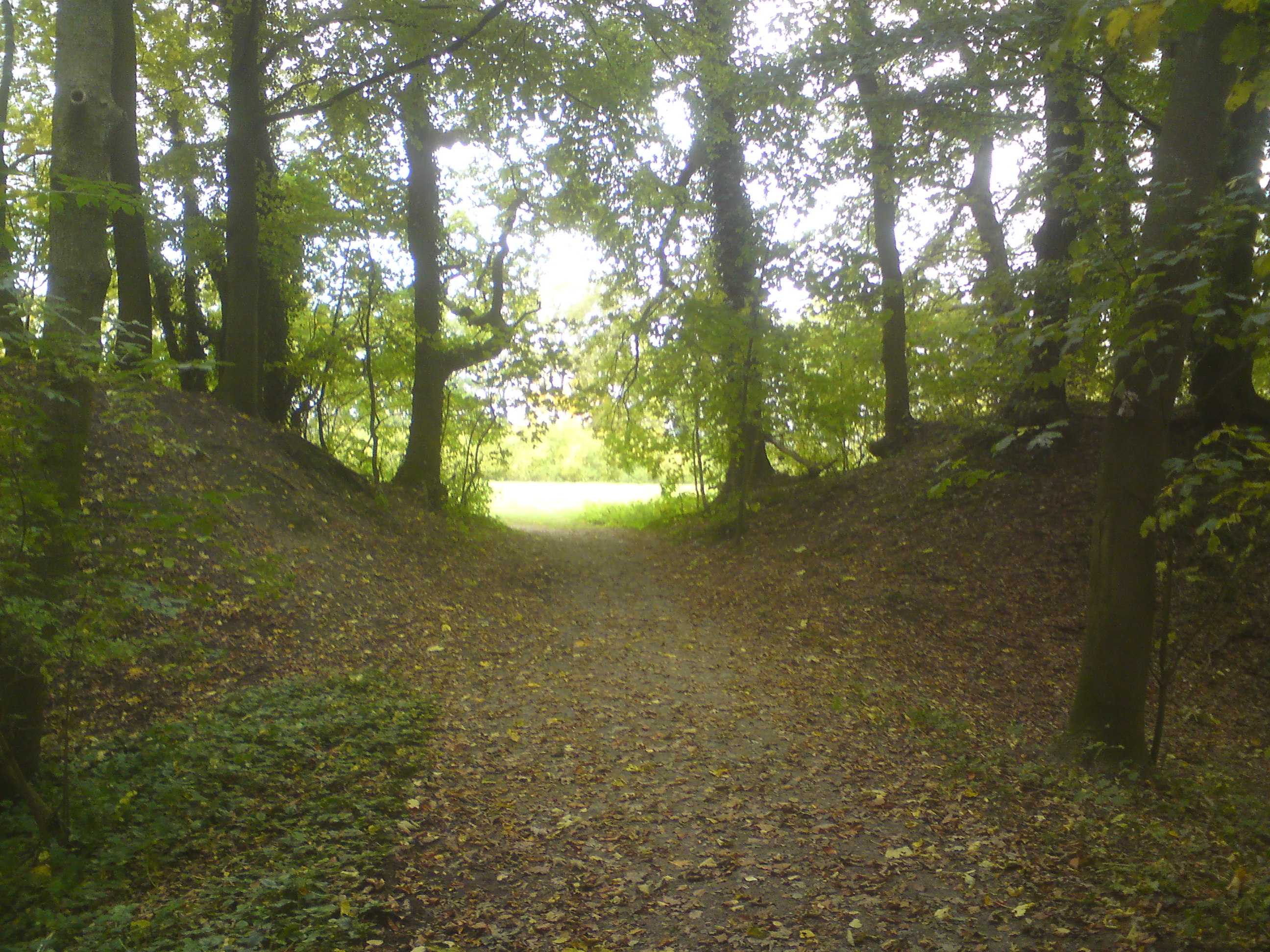
Schnakenbek: Walldurchlass der ehemaligen Toranlage von Norden

Unmittelbar am nördlichen Steilufer der Elbe bei Schnakenbek umschließt ein bogenförmiger Ringwall eine Fläche von 65 mal 100 Meter, auf der elbabgewandten Seite umgeben von einem Graben, der im 11. Jahrhundert vertieft wurde. Die Burganlage liegt oberhalb der Elbfurt der Alten Salzstraße. Ein Wallschnitt 1951 und eine Grabung 1979 förderten spätslawische Scherben, deutsche Keramik des 12. Jahrhunderts sowie einen Denar Heinrichs des Löwen zu Tage. Die Burg wird zumeist als die 1106 erstmals urkundlich erwähnte Ertheneburg identifiziert und mit der Delbende gleichgesetzt.
In einer östlich von Lauenburg zwischen Delvenau und Elbe gelegenen Wiese mit dem Flurnamen Au befand sich von Alters her eine Geländeerhebung. Diese Erhöhung wird Ende des 16. Jahrhunderts urkundlich als uralter ehemaliger „Burgplatz“ erwähnt. Hier könnte dem Namen Delbende für Delvenaumündung ein Sinn beigemessen werden. Heute befindet sich an dieser Stelle der Bahnhof der Stadt Lauenburg.
Südlich von Büchen befand sich in der Delvenauniederung ein Ringwall, von dem heute nichts mehr zu erkennen ist. Für den Anfang des 15. Jahrhunderts ist in Büchen eine Burg der Familie von Marschalk urkundlich belegt und bis ins 19. Jahrhundert zeugte der Flurname Burgwiese von der Anlage. Südlich der Steinaumündung soll eine Furt durch die Delvenau geführt haben, die erste Delvenauquerung nördlich der Elbe in das Gebiet der Abodriten. Die strategisch günstige Lage einer Burg an dem Weg nach Osten ins Land der Abodriten sei ein idealer Platz für die Delbende.

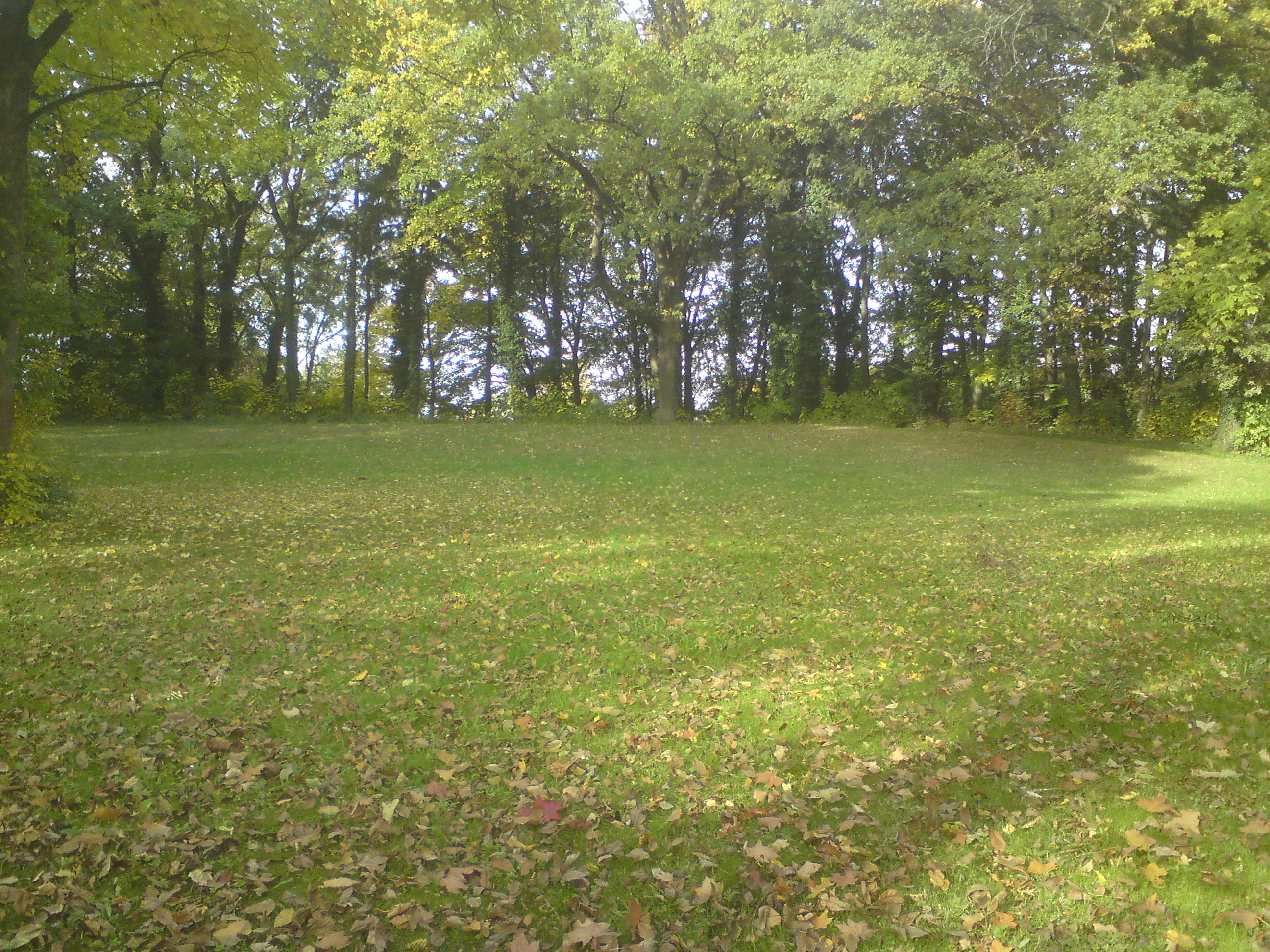
Boizenburg: Blick von Süden über den Burgplatz auf den Wall

Am östlichen Rand des Bollenberges bei Gothmann, in der Schmettauschen Karte irreführend als Schloss Berg bezeichnet, befand sich von 1181 bis 1224 das Castrum Wotmunde, eine hölzerne Burg mit einer Ausdehnung etwa 75 Meter (WO) mal 55 Meter, von deren Graben in der nördlichen Niederung noch ein Abschnitt erhalten ist. Grabungsfunde lassen eine Datierung lange vor 1181 nicht zu. Hier wird ebenfalls die Delbende vermutet. Die Vertreter dieser Auffassung verschieben dazu den Verlauf des Limes Saxoniae in diesem Abschnitt von der Delvenau nach Osten an die Boize und übersetzen den Quellentext in loco mit Gebiet. Eine Auseinandersetzung mit den bisherigen Grabungsergebnissen hingegen unterbleibt.
In Boizenburg befand sich außer einer slawischen Niederungsburg eine weitere Burganlage auf dem hohen Elbufer, dem Schlossberg. Die Burg aus dem 14. Jahrhundert wurde im Dreißigjährigen Krieg von den abrückenden Dänen gesprengt. Der ovale Burgplatz mit einer Ausdehnung von 60–65 Meter (WO) mal 90 Meter ist zum Steilufer der Elbe hin offen und wird im Übrigen von einem bogenförmigen, 5 Meter hohen Wall eingefasst, an den sich ein bis zu 6 Meter tiefer Graben anschließt. Vom Schlossberg kann die Elbe weit nach Süden und Westen eingesehen werden. Die Stelle ist also zur Kontrolle des Elbüberganges gut geeignet und soll deshalb als Standort der Delbende in Betracht kommen.